# Aba Andam
Aba A. Bentil Andam (Ajumako Kokoben, 1948) è una fisica ghanese, presidente dell'Accademia delle Arti e delle Scienze del Ghana dal 2017 al 2018.
È la prima fisica del Ghana e la prima destinataria della cattedra Unesco Women in Science and Technology in Africa.

## Biografia
Aba A. Bentil Andam è nata in Ghana nel 1948 ad Ajumako Kokoben. Si è laureata in fisica presso l'Università di Cape Coast in Ghana (1969-1973). Ha poi studiato in Gran Bretagna, dove ha conseguito un master presso l'Università di Birmingham (1976-1977)) e un dottorato di ricerca presso la Durham University (1978-1981). All'Università di Cape Coast e alla Durham University, era l'unica donna presente nel dipartimento.

## Vita privata
Era sposata con il professor Kwesi Akwansah Andam, ingegnere civile e accademico. Hanno avuto quattro figli.